# 阿兰库尔拉科特
阿兰库尔拉科特（法語：Alaincourt-la-Côte，法語發音：[alɛ̃kuʁ la kot]）是法国摩泽尔省的一个市镇，属于萨尔堡-萨兰堡区。

## 地理
阿兰库尔拉科特（48°53'54"N, 6°20'29"E）面积4.17 平方千米，位于法国大東部大區摩泽尔省，该省份为法国东北部内陆省份，是洛林的一部分，西南接默尔特-摩泽尔省，东临下莱茵省，北与卢森堡和德国接壤。
与阿兰库尔拉科特接壤的市镇（或旧市镇、城区）包括：泰泽圣马尔坦、克兰库尔、福维尔、利奥库尔、皮济约、克索库尔。

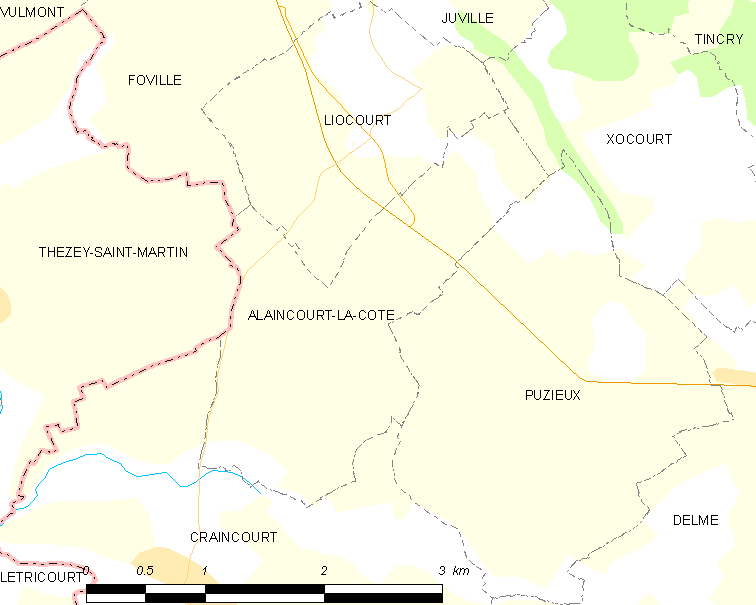
阿兰库尔拉科特的OSM定位图

阿兰库尔拉科特的时区为UTC+01:00、UTC+02:00（夏令时）。

## 行政
阿兰库尔拉科特的邮政编码为57590，INSEE市镇编码为57010。

## 政治
阿兰库尔拉科特所属的省级选区为索努瓦县。

## 人口

1962-2008年间阿兰库尔拉科特人口变化图示

阿兰库尔拉科特于2022年1月1日时的人口数量为168人。